# Gustave Poppe
Gustave Poppe, né le 21 août 1924, à Etterbeek, en Belgique, est un ancien joueur belge de basket-ball.